# Dominion (Dokumentarfilm)
Dominion ist ein australischer Dokumentarfilm aus dem Jahre 2018. Der Film legt die missbräuchlichen Praktiken in der Haltung und Nutzung von Tieren offen. Differenziert nach Tierarten werden verschiedene Aspekte beleuchtet – in erster Linie Ernährung, aber auch Forschung, Unterhaltung und Bekleidung. Dominion hat den Anspruch, die Herrschaft (engl. dominion) des Menschen über die Tiere infrage zu stellen.
Die Produktion des Dokumentarfilms wurde über zwei Crowdfunding-Kampagnen finanziert, mit denen 19.796 Dollar bzw. 57.710 Euro eingesammelt werden konnten, sowie von der australischen Tierrechtsorganisation Anonymous for the Voiceless. Die Macher des Films konnten einige namhafte Sprecher gewinnen, darunter die Schauspieler Joaquin Phoenix, Rooney Mara und Sadie Sink, sowie die Sängerin Sia.
In Berlin wurde der Film einmalig am 29. August 2018 im Rollberg Kino auf der großen Leinwand gezeigt.

## Zusammenfassung
Dominion schildert in 18 Kapiteln, wie unterschiedliche Tierarten auf verschiedene Weise genutzt und gebraucht werden. Die Auswahl reicht dabei von klassischen „Nutztieren“ wie Schweinen, Hühnern und Rindern über Haustiere wie Hunde bis hin zu Fischen, Eisbären, Pferden und Kamelen. Die gezeigten Bilder werden untermauert durch Statistiken und wissenschaftliche Erkenntnisse. Die Aufnahmen stammen hierbei von Drohnen sowie versteckten und tragbaren Kameras.

## Rezeption
Von Tierschützern wurde der Film wiederholt als einer der stärksten Dokumentarfilme zu diesem Thema bezeichnet. In Anspielung auf vorherige Filme von Joaquin Phoenix zum Thema wird im Zusammenhang mit dem Film auch vom „New Earthlings“ gesprochen. Der Film hat die gemeinsame Unterstützung vieler lokaler Tierrechtsgruppen.
Tierrechtsaktivisten beteiligten sich an der vorübergehenden Schließung eines Schlachthofs in Benalla, Victoria, am 26. März, zeitgleich mit der Premiere des Films in Melbourne. Am 8. April 2019 fand eine Reihe von Protestaktionen in ganz Australien statt, um das einjährige Jubiläum des Films zu feiern. Die Proteste beinhalteten die Erstürmung von Schlachthöfen und das Anhalten des Verkehrs an Melbournes verkehrsreichster Kreuzung während der Hauptverkehrszeit. Aktivisten hielten Schilder hoch, die für die Website watchdominion.com warben, auf der Dominion kostenlos angesehen werden kann.
Der Geschäftsführer des Australian Meat Industry Council, Patrick Hutchinson, sagte: „Was der Film zeigt, ist nicht repräsentativ für die Praktiken der breiteren Industrie“, und die National Farmers Federations kommentierte, dass diejenigen, die sich nicht an die Tierschutzstandards halten, keinen Platz in der Industrie haben. Chris Delforce, der Produzent des Films, antwortete, dass dies typische Sätze sind, welche die Industrie nach jeder Enthüllung von Missbrauch wiederverwendet.
In Deutschland wurde der Film u. a. durch den für vegane Ernährung werbenden YouTube-Kanal „Vegan ist Ungesund“ bekannt. Dabei zeigten die Macher in einer Folge Zuschauer während ihrer Rezeption des Films und befragten diese zu ihren Eindrücken.